# Мещеряково (Удмуртия)
Мещеряково (удм. Мешер) — село в Граховском районе Удмуртии, на реке Юрашка. Входит в состав Лолошур-Возжинского сельского поселения.

## История
Приход села Мещеряково был открыт по распоряжению Казанской конторы новокрещенных дел. Первая церковь была построена и освящена в 1759 году во имя Рождества Христова. В 1791 году село было перечислено из Казанской епархии в Вятскую. 19 ноября 1844 года в результате пожара церковь сгорела и елабужский купец Фёдор Григорьевич Чернов на свои средства начал в 1847 году строительство каменного храма, которое было завершено в 1851 году. По итогам десятой ревизии в 1859 году в 23 дворах казённого села Мещеряково при речке Юрашке проживало 150 жителей и помимо церкви было два торжка.
До 1921 года село входило в состав Староятчинской волости Елабужского уезда (с 1921 года — Можгинского уезда). С 1924 года в селе размещался административный центр Мещеряковского сельсовета Граховской волости. В декабре 1937 года был арестован последний священник Христорождественского храма, после этого церковь была закрыта. 5 мая 1964 года административный центр сельсовета был перенесён из села Мещеряково в деревню Лолошур-Возжи и сельсовет также был переименован в Лолошур-Возжинский.
В настоящее время село вымирает, большинство жителей — пенсионеры.